# M9 motorway (Irland)

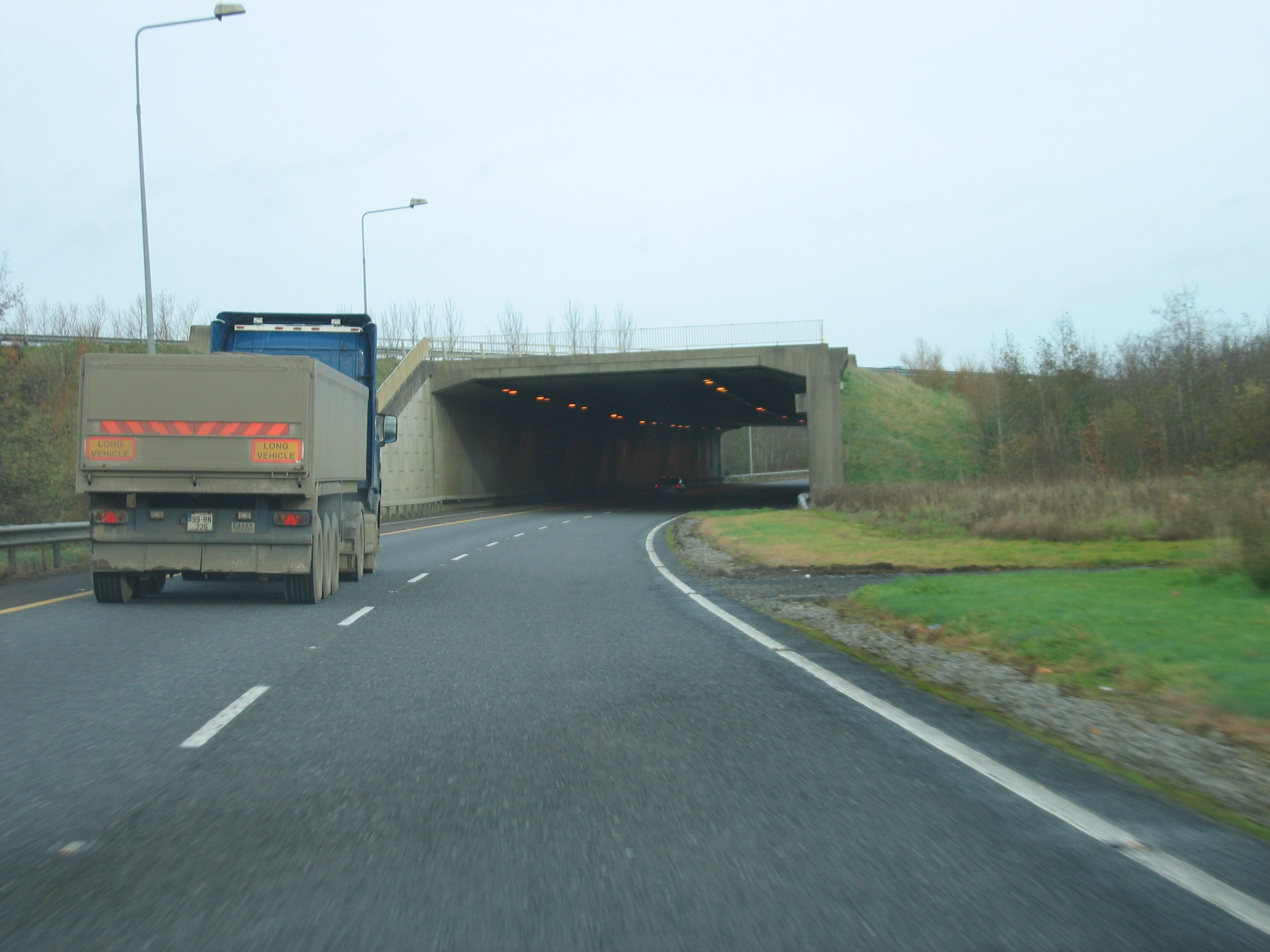
Verzweigung M9/M7 (Aufnahme 2006)

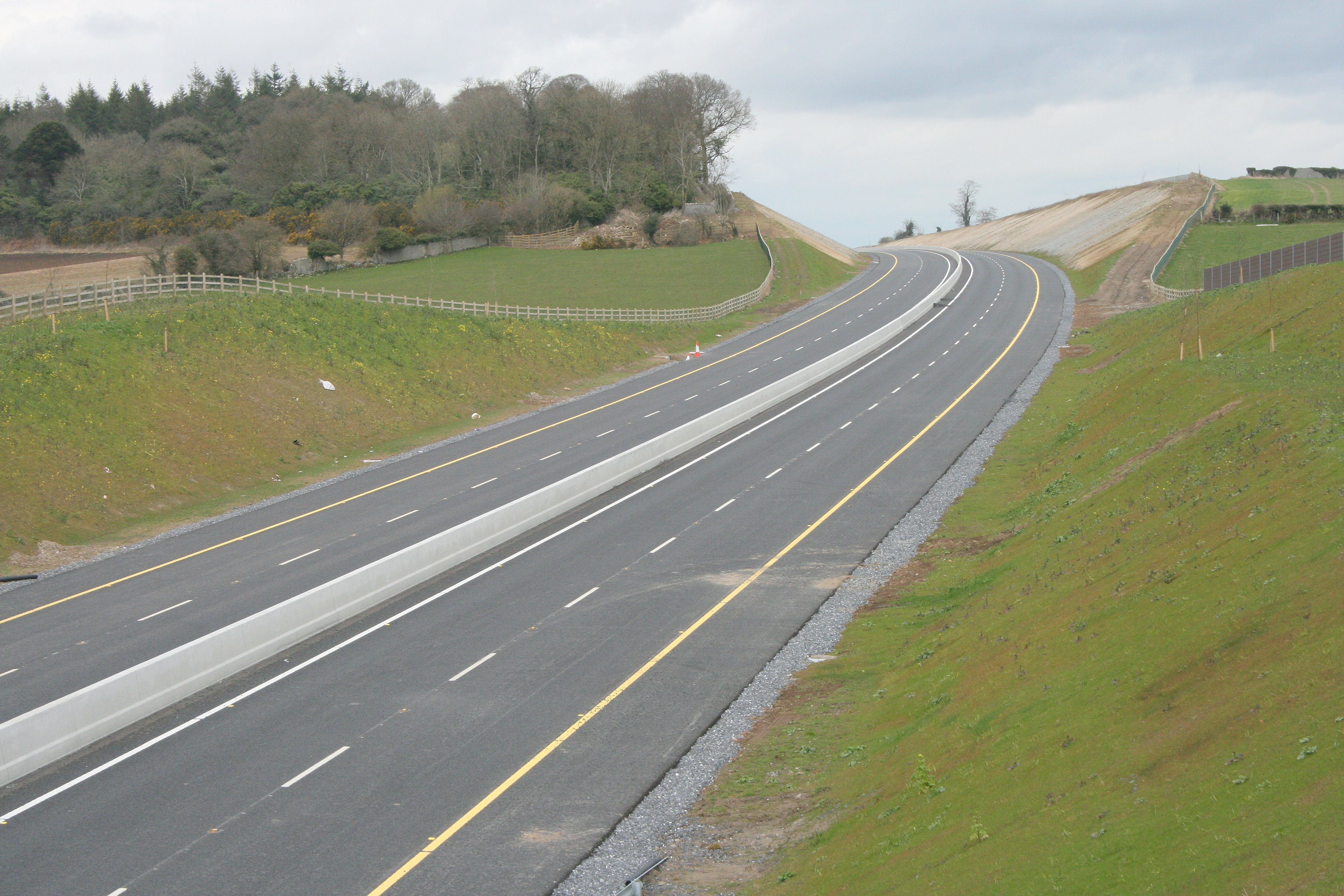
Umfahrung von Carlow (Carlow Bypass) vor der Eröffnung 2008

Der M9 motorway (englisch für „Autobahn M9“, irisch Mótarbhealach M9) ist eine 119 km lange, 2010 fertiggestellte mautfreie hochrangige Straßenverbindung in der Republik Irland, die bei Athgavan von der M7 motorway nach Süden abzweigt und zusammen mit der M7 Dublin unter Umgehung von Carlow und Kilkenny mit Waterford verbindet. Sie endet an einem Kreisverkehr (Junction 12) nördlich der River Suir kurz vor der Grenze des County Waterford und geht dort noch für ein kurzes Stück in die N9 über; in das Zentrum von Waterford führen die Newrath Road und die Rice Bridge.